# Jayamukti (Pancatengah)
Jayamukti is een bestuurslaag in het regentschap Tasikmalaya van de provincie West-Java, Indonesië. Jayamukti telt 4502 inwoners (volkstelling 2010).